# Ordinariat militaire de Grande-Bretagne
L'ordinariat militaire du Grande-Bretagne, couramment appelé Bishopric of the Forces (évêché des Forces armées), est une structure de l'Église catholique en Grande-Bretagne. Un ordinariat militaire est comparable à un diocèse, mais sans assise territoriale. Il a pour but l'accompagnement spirituel des membres des Forces armées britanniques, dans le royaume et outre-mer, par le biais des aumôniers militaires.
L'ordinariat est dirigé par Paul James Mason (en) depuis le 9 juillet 2018. Il a son siège à la cathédrale Saint-Michel-et-Saint-George d'Aldershot.
Les membres catholiques des forces armées britanniques ont d'abord dépendu d'un évêché militaire (de 1917 à 1954), devenu vicariat militaire en 1954, avant de prendre l'actuel statut d'ordinariat militaire en 1986. Le titulaire de l'ordinariat, appelé Bishop of the Forces (évêque des Forces armées) ne doit pas être confondu avec son homologue anglican, appelé depuis 1948 Bishop to the Forces (évêque aux Armées).

## Liste des ordinaires
- Francis Walmsley, 1986-2002
- Thomas Burns, 2002-2008
- Richard Moth, 2009-2015
- Paul James Mason (en), depuis le 9 juillet 2018[1]